# Habitatge a l'avinguda Onze de Setembre, 27 (Olot)
L'Habitatge a l'avinguda Onze de Setembre, 27 és una obra d'Olot (Garrotxa) inclosa a l'Inventari del Patrimoni Arquitectònic de Catalunya.

## Descripció
És una casa entre mitgera, de planta rectangular amb una planta baixa emprada per ubicar locals comercials, tres pisos i coberta de terrassa. El primer pis té una balconada doble i entre les dues portes que la configuren hi ha una fornícula amb persianes de llibret que resguarden una imatge de la Mare de déu de la Guia, antigament venerada a la capella del mateix nom i traslladada el 26 de desembre de 1915. Els dos pisos superiors tenen balcons amb les obertures emmarcades per guardapols acabats en mènsules amb motius florals estilitzats. La cornisa està sostinguda, també, per mènsules però decorades amb fulles d'acant estilitzades.

## Història
El carrer Onze de Setembre està situat entre la Plaça Palau i la casa de Ca l'Artigues. Antigament era anomenat la Verge de la Guia per haver-hi una capella dedicada a aquesta verge. A l'iniciar-se el carrer, hi havia una creu monumental gòtica de finals del segle xiv que els terratrèmols van enderrocar. Poc després es va bastir la capelleta de la Verge de la Guia o de la Santa Creu, que també va ser enderrocada l'any 1883, en urbanitzar el final del carrer i la Plaça Palau. Cal dir que no totes les cases del carrer foren aixecades al segle xix i ho demostren les llindes del casal número 22 - posa: "1647"- i la del número 16 amb la seva data: "1770".